# Raccordo autostradale 15
Il raccordo autostradale 15 (RA 15), più conosciuto come tangenziale di Catania o tangenziale ovest di Catania, è un asse autostradale tangente la città di Catania e si sviluppa per la lunghezza di 24 chilometri a ovest della città. È gestito dall'Anas ed è parte dell'itinerario europeo E45.

## Caratteristiche
È definito tangenziale in quanto è una strada a scorrimento veloce che serve per la viabilità locale, mentre è definito e numerato come raccordo autostradale in quanto collega le autostrade A18 Messina-Catania, l'A19 Palermo-Catania e l'autostrada Catania-Siracusa.
La numerazione RA 15 appare alla fine dell'autostrada A18, presso l'uscita per la diramazione, mentre in alcuni segnali stradali la stessa è presente su sfondi esagonali (simili a quelli di un'autostrada). Per il resto, nei pannelli integrativi di identificazione dei cavalcavia è presente la scritta Tang. CT.
Il raccordo è dotato dei segnali stradali di inizio e fine autostrada ed è quindi classificato come tale. Tuttavia per l'Anas che ne è ente proprietario e gestore, secondo l'AISCAT e per il decreto n. 461 precedentemente citato il raccordo non è classificato come autostrada bensì come viabilità statale ordinaria. L'Anas in altri documenti ha inserito il RA 15 nella sezione raccordi autostradali (sezione diversa dalle autostrade di sua competenza) ma nelle annotazioni definisce il raccordo autostradale come autostrada senza pedaggio.

## Storia
La tangenziale fu costruita ed aperta in due fasi. I lavori per la costruzione del primo tratto di 14 km, da Primosole a Misterbianco, iniziarono il 14 aprile 1975. L'apertura al traffico di questo tratto avvenne il 24 giugno 1983. Per l'apertura dei rimanenti 10 km del tratto Misterbianco-San Gregorio di Catania-A18 si dovette aspettare il 1995.
Il decreto legislativo 29 ottobre 1999, n. 461 non ha incluso il raccordo tra le autostrade italiane ma tra la rete stradale a viabilità ordinaria di interesse nazionale.

## L'autostrada oggi
Il raccordo collega le principali strade e autostrade della Sicilia orientale che hanno il proprio fulcro su Catania:
- autostrada A18 per Messina;
- autostrada A19 per Palermo;
- autostrada Catania-Siracusa per Siracusa;
- strada statale 114 Orientale Sicula per Siracusa;
- strada statale 121 Catanese per Paternò;
- strada statale 192 della Valle del Dittaino per Enna;
- strada statale 194 Ragusana per Ragusa;
- strada statale 417 di Caltagirone per Gela e Caltagirone.

Anas ha avviato dei lavori di manutenzione straordinaria dal 2018 sino ad oggi per il ripristino di viadotti, gallerie, impianti di illuminazione e barriere per l'ammodernamento dell'autostrada.
Lungo l'itinerario e nelle varie rampe di immissione sono stati installati dei pannelli a messaggio variabile e posati pali per l'illuminazione stradale con plafoniere a LED, rimpiazzando l'obsoleto impianto illuminante ove era presente.
Le vecchie barriere metalliche guardrail, poste tra i due sensi di marcia, sono state rimpiazzate con le nuove barriere in cemento New Jersey. Quest'ultimo intervento ha permesso un parziale aumento di larghezza delle due carreggiate, pur lasciando invariate le dimensioni di ciascuna corsia.
Dal 2020 a febbraio 2023 hanno avuto luogo importanti lavori di miglioramento della connessione tra la tangenziale e l'Asse dei servizi (uscita per l'aeroporto di Catania) che hanno comportato la chiusura delle rampe dello svincolo in direzione sud.
L'8 gennaio 2021 è stato appaltato il primo lotto della Strada dell'Etna, con lo scopo di collegare la Tangenziale di Catania e i centri di Misterbianco, San Pietro Clarenza, Belpasso e Nicolosi. Il nuovo svincolo (solo rampe in ingresso per la tangenziale) è stato inaugurato e reso fruibile al traffico il 27 giugno 2025.

### Tabella percorso
| Tangenziale di Catania Raccordo autostradale 15 |                                                                                                 |      |      |                     |                |
| Tipo                                            | Indicazione                                                                                     | ↓km↓ | ↑km↑ | Città metropolitana | Strada europea |
|                                                 | Messina-Catania                                                                                 | 0,0  | 24,0 | CT                  |                |
|                                                 | Catania centro - San Gregorio Diramazione per Catania                                           | 0,0  | 24,0 | CT                  |                |
|                                                 | Galleria Pietra dell'Ova (356m)                                                                 | --   | --   | CT                  |                |
|                                                 | Galleria Gagliano 2° (395m)                                                                     | --   | --   | CT                  |                |
|                                                 | Galleria Gagliano 1° (250m)                                                                     | --   | --   | CT                  |                |
|                                                 | Gravina di Catania                                                                              | 2,8  | 20,9 | CT                  |                |
|                                                 | Catania San Giovanni Galermo                                                                    | 4,5  | 19,2 | CT                  |                |
|                                                 | Strada dell'Etna (provvisoriamente percorribili solo rampe in ingresso per RA15 da via Amenano) | 6,8  | 17,2 | CT                  |                |
|                                                 | Galleria Circumetnea (44m)                                                                      | --   | --   | CT                  |                |
|                                                 | Catania circonvallazione - Misterbianco Catanese                                                | 9,6  | 14,1 | CT                  |                |
|                                                 | Galleria Mirenda (150m)                                                                         | --   | --   | CT                  |                |
|                                                 | Catania San Giorgio - Centro Sicilia                                                            | 12,4 | 11,3 | CT                  |                |
|                                                 | Area di servizio "San Giorgio"                                                                  | 13,4 | 10,3 | CT                  |                |
|                                                 | Palermo - Catania                                                                               | 15,1 | 8,3  | CT                  |                |
|                                                 | Catania Zia Lisa - Asse attrezzato                                                              | 15,4 | 8,6  | CT                  |                |
|                                                 | Catania centro - Asse dei servizi Aeroporto di Catania-Fontanarossa                             | 16,5 | 7,2  | CT                  |                |
|                                                 | Zona industriale Nord                                                                           | 17,5 | 6,2  | CT                  |                |
|                                                 | Catania-Siracusa                                                                                | 19,9 | 3,8  | CT                  |                |
|                                                 | Zona industriale Sud - Passo Martino                                                            | 20,7 | 3,0  | CT                  | -              |
|                                                 | Orientale Sicula                                                                                | 24,0 | 0,0  | CT                  | -              |

## Asse dei servizi
L’Asse dei servizi di Catania (noto anche come Strada Provinciale 701) è una strada a doppia carreggiata, con due corsie per senso di marcia, che permette un rapido collegamento tra il centro di Catania, nella zona del porto, e la tangenziale al km 16,5 in località Bicocca, a sud-ovest del capoluogo etneo. Si tratta di un’arteria di fondamentale importanza in quanto permette di raggiungere l’Aeroporto di Fontanarossa, il porto di Catania ed il litorale costiero della Plaia, nonché, per i veicoli provenienti da sud e dai quartieri sud-occidentali catanesi (Librino, San Giorgio, Pigno, Zia Lisa, San Giuseppe la Rena, Fontanarossa ed altri), il centro di Catania.
Si sviluppa come strada extraurbana principale a partire dalla rotatoria di Faro Biscari, vicino al porto di Catania e alla Plaia, quindi procede in direzione sud-ovest per circa 6 chilometri, per poi terminare presso la località Bicocca appena prima di un passaggio a livello. Lungo la tratta sono presenti i seguenti svincoli:
- Mercato ortofrutticolo-San Giuseppe la Rena;
- Quartieri Librino-San Giorgio;
- Aeroporto Fontanarossa;
- Zona industriale-Parco commerciale "Porte di Catania";
- A18 Messina-tangenziale-A19 Palermo;
- A18 Siracusa-tangenziale.

Dal 2020 a febbraio 2023 hanno avuto luogo dei lavori di ristrutturazione volti a creare una rotatoria a Bicocca ove termina l’Asse dei servizi, in modo tale da rendere più agevole il flusso di traffico per i veicoli in uscita dalla tangenziale.